# Hujsko (gmina)
Gmina Hujsko (do 1939 gmina Nowosiółki Dydyńskie) – dawna gmina wiejska funkcjonująca w latach 1942–1944 pod okupacją niemiecką w Polsce. Siedzibą gminy było Hujsko.
Gmina Hujsko została utworzona przez władze hitlerowskie z obszaru (okupowanej przez ZSRR 1939-41) dotychczasowej gminy Nowosiółki Dydyńskie, należącej przed wojną do powiatu dobromilskiego w woj. lwowskim. Gmina Hujsko weszła w skład Landkreis Przemysl (powiatu przemyskiego), należącego do dystryktu krakowskiego Generalnego Gubernatorstwa. W skład gminy wchodziły miejscowości: Falkenberg, Hujsko (Wijsko), Huwniki, Kalwaria Pacławska, Leszczyny, Nowosiółki Dydyńskie, Sopotnik i Truszowice.
Po wojnie gminy nie odtworzono, mimo że główna część jej obszaru pozostała w granicach Polski (gromada Truszowice znalazła się w ZSRR), a jej dawny obszar włączono do gminy Rybotycze.